# Sør-Odal
Sør-Odal é uma comuna da Noruega, com 516 km² de área e 7 589 habitantes (censo de 2004).         